# Parrillada de mariscos
Una parrillada de mariscos o parrillada de marisco es un plato formado por diversos mariscos cocinados a la parrilla o a la plancha.

## Características
Suele prepararse con distintos tipos de marisco: langostinos, cigalas, carabineros, langosta, bogavante, navajas, etc. Se cocinan sobre una plancha o parrilla con sal gorda, ajo, perejil picado y un chorro de aceite de oliva. Se suelen dorar por ambos lados empleando unos minutos, se sirven de inmediato muy calientes. En el caso de los mariscos de mayor tamaño se suelen cortar a lo largo para permitir una mejor cocción. Es frecuente que se sirva con una rodaja de limón, o medios análogos, para limpiar con su zumo los dedos de los comensales, y quitar el olor del marisco.